# Grande Prêmio do Japão de 1990
Resultados do Grande Prêmio do Japão de Fórmula 1 realizado em Suzuka em 21 de outubro de 1990. Décima quinta etapa do campeonato, foi vencido pelo brasileiro Nelson Piquet, que subiu ao pódio junto a Roberto Moreno, numa dobradinha da Benetton-Ford, com Aguri Suzuki em terceiro pela Lola-Lamborghini, e assim formou-se o último pódio não europeu na história da categoria, marca vigente ainda em 2025.
Esta corrida entrou para a história devido à colisão entre Ayrton Senna e Alain Prost com repercussões no campeonato, pois no instante em que eles saíram da pista, o brasileiro conquistou o bicampeonato mundial de pilotos numa reviravolta em relação ao Grande Prêmio do Japão de 1989 quando o francês garantiu o título ao causar um acidente numa disputa com Senna. Ao fim da prova a Benetton foi agraciada com a vitória do tricampeão Nelson Piquet e o segundo lugar de Roberto Moreno, que levaram os modelos B190 à primeira dobradinha da história do time e a última entre pilotos brasileiros. Por fim o japonês Aguri Suzuki conseguiu o melhor resultado de sua carreira ao chegar em terceiro com o chassis Lola LC90 pertencente à equipe Larrousse.
Mesmo fora da prova após o acidente de Ayrton Senna e a saída de Gerhard Berger, a McLaren conquistou o mundial de construtores pelo terceiro ano consecutivo quando a Ferrari de Nigel Mansell abandonou a corrida após 26 voltas por falhas no semieixo. 

## Resumo

### Bastidores e anúncios
Houve muitos anúncios antes da corrida, a começar pela Brabham que usaria motores Yamaha em 1991 enquanto a Footwork assinou com a Porsche e manteve Alex Caffi e Michele Alboreto como seus pilotos. No sentido inverso Life e Eurobrun abandonaram a categoria. Aliás, Roberto Moreno saiu desta última equipe e juntou-se à Benetton como substituto de Alessandro Nannini, cuja carreira terminou por causa de um acidente de helicóptero em 12 de outubro, quase duas semanas após o Grande Prêmio da Espanha. Outra substituição relacionada a Jerez foi o regresso de Johnny Herbert às pistas em lugar de Martin Donnelly na Lotus, pois o norte-irlandês bateu a mais de 250km/h em um incidente pavoroso e encerrou precocemente a carreira. Enquanto isso, na Minardi, Paolo Barilla foi substituído por Gianni Morbidelli.
Desfalque sem solução foi o de Jean Alesi que não correu devido a uma lesão no pescoço durante o treino de sexta-feira. Como a sua posição no grid não foi atribuída a outro competidor, esta foi a terceira corrida consecutiva a ter apenas vinte e cinco participantes em vez dos habituais vinte e seis.
Por fim o britânico Nigel Mansell anunciou seu retorno à Williams num contrato de dois anos sob as garantias de Frank Williams, Patrick Head e da Renault segundo as quais seria o "número um" do time e guiaria um bólido capaz de fazê-lo campeão mundial.

### Ecos de 1989
Desolado após abandonar o Grande Prêmio da Espanha, Ayrton Senna parecia ignorar as vantagens que detinha para a etapa japonesa, pois para garantir o título bastaria uma vitória ou mesmo um segundo lugar, desde que a vitória não fosse de Alain Prost e caso o francês termine em terceiro, Senna conquistará o bicampeonato mesmo sem pontuar. Embora favorecido pelos números, a cabeça do piloto brasileiro parecia em outro lugar, pois desde a quarta-feira o mesmo empenou-se em garantir que o local destinado ao pole position fosse trocado da parte interna da reta dos boxes, onde o asfalto era mais "sujo" por causa dos detritos, para a área externa da referida reta, tal como ocorreu nas provas do Brasil, México, Alemanha e Portugal, mas uma ordem de Jean-Marie Balestre, desafeto de Ayrton Senna, amigo de Alain Prost e presidente da Federação Internacional de Automobilismo Esportivo (FISA), vetou a mudança, apesar dos precedentes citados.
Sem ter como mudar a decisão do cartola-mor, Ayrton Senna duelou com Alain Prost e garantiu a pole position quase no fim da sessão, deixando Alain Prost em segundo, mas como este teria mais aderência por largar na parte "limpa" da pista, era o francês da Ferrari que estava em melhor situação, sobretudo porque seu companheiro de equipe, Nigel Mansell, sairia em terceiro lugar adiante de Gerhard Berger, o outro piloto da McLaren. Horas antes da prova nipônica, mais uma frustração atingiu Senna quando os demais pilotos, por unanimidade, concordaram com a proposta de Nelson Piquet segundo a qual "os pilotos pudessem cortar a chicane em caso de necessidade ou acidente", situação idêntica a de 1989 quando o brasileiro retornou à pista depois de sofrer um acidente causado por Prost. Naquela ocasião, Senna voltou à corrida e venceu, mas foi desclassificado antes de subir ao pódio graças à "mão invisível" de Balestre, o que garantiu o tricampeonato mundial a Alain Prost. Originalmente a FISA propusera o seguinte: "o carro que saísse da pista na chicane teria que voltar atrás com a ajuda de um oficial de pista e retornar no mesmo ponto que saíra"," mas o risco de um acidente nessas condições levou à contraproposta feita por Nelson Piquet.
A respeito dessa reunião Ayrton Senna afirmou: "Eu me levantei e fui embora. Porque foi exatamente isso que fiz no ano passado e me desclassificaram por esse motivo. Considerando-a um risco à segurança dos pilotos, o brasileiro falou o seguinte sobre a proposta da FISA: "Se eles tivessem aceito que os carros passassem a sair no fim da chicane seria um reconhecimento público de que teriam errado ano passado comigo". Em meio a tantos aborrecimentos, o piloto foi sincero logo depois da prova ao declarar que "a frustração era muito grande na hora da largada".

### As chances de Alain Prost
Vencedor de três das cinco primeiras corridas do ano, Ayrton Senna liderava o certame ao final do Grande Prêmio do Canadá com 31 pontos tendo Gerhard Berger em segundo com 19 enquanto Alain Prost somava 14 pontos em terceiro lugar. Entretanto, o francês entrou num "círculo virtuoso" e venceu as três corridas seguintes invertendo o placar a seu favor em 41 a 39, soma que encerrou a primeira parte do campeonato. Premido pelos números, Senna repetiu o feito de 1989 ao vencer duas corridas intercaladas com um segundo lugar, abrindo treze pontos de vantagem (63 a 50) sobre o rival antes de chegar ao Grande Prêmio da Itália, prova onde Ayrton Senna foi o vencedor com Alain Prost em segundo, sendo que o placar marcava 72 a 56 em favor do brasileiro graças ao seu triunfo inédito em solo italiano.
Livre da incômoda obrigação de compartilhar a equipe com um inimigo íntimo, Alain Prost acabou surpreendido com o ímpeto de Nigel Mansell no Grande Prêmio de Portugal. Mesmo sendo companheiro de Prost na Ferrari, o britânico correu com tamanha vontade que "roubou" a vitória para si causando desgosto em Alain Prost e nisso Ayrton Senna foi beneficiado ao chegar em segundo lugar, um degrau adiante de seu rival francês. Com dezoito pontos de frente em relação a Alain Prost (78 a 60), Ayrton Senna chegou a liderar o Grande Prêmio da Espanha e se vencesse garantiria o título por antecipação, mas durante essa corrida a Ferrari tomou a ponta e venceu numa dobradinha de Prost e Mansell enquanto Senna quebrou quando estava em terceiro lugar, o que diminuiu sua vantagem na liderança para nove pontos (78 a 69) com duas provas a serem disputadas. Nas quatorze provas realizadas até a Espanha, Ayrton Senna e Alain Prost somam onze pontuações válidas e três abandonos cada, circunstância que os obriga a descartar pontos daqui em diante, conforme estipula o regulamento.
Mesmo em desvantagem numérica, Alain Prost depende apenas de si para chegar ao título, pois caso vença no Japão e na Austrália chegará a 82 pontos válidos (após a aplicação dos descartes) e caso Ayrton Senna seja o segundo nessas provas também somará 82 pontos, mas o francês levaria o campeonato de 1990 por sete vitórias a seis, ou seja, Senna é o único com chances de alcançar o título no Grande Prêmio do Japão, enquanto Prost luta para adiar a decisão a fim de tentar a sorte no Grande Prêmio da Austrália.

### Menos de dez segundos
Todo o esforço de Ayrton Senna em acomodar seu bólido no "lado limpo" da pista de Suzuka foi explicado por ele antes de começarem os treinos. "A pole aqui é importante, já que ultrapassar é quase impossível", disse o piloto. Outra de suas declarações rememorou a decisão de 1989 e soou ambígua sobre o duelo com seu rival: "É impossível passar aqui. Se Prost tentar, vamos ter uma situação muito difícil. Não penso mais no passado e aquela batida faz parte do meu passado. Mas passar, em Suzuka, é sempre uma situação de risco".
No momento da largada a previsão de Ayrton Senna confirmou-se quando a Ferrari de Alain Prost tracionou melhor por largar na parte limpa do circuito, mas o arranque do motor Honda permitiu que Senna emparelhasse sua McLaren ao lado do seu adversário figadal e este, ao movimentar-se do centro para a esquerda da pista, deu a Senna a oportunidade para ultrapassar Prost pela parte interna da curva, todavia ao corrigir sua trajetória para fazer a primeira curva à frente de seu adversário, o francês não contava com uma atitude temerária de Senna, que não reduziu a aceleração e assim houve um choque entre ambos a 250 km/h quando o pneu traseiro da Ferrari arrancou o bico da McLaren e os dois carros desgovernados saíram da pista e levantaram muita poeira e detritos antes de ficarem presos na caixa de brita. Para quem desejava um duelo épico restou a frustração: o título mundial de 1990 foi decidido em nove segundos e vinte e oito centésimos em apenas trezentos metros de asfalto.
Quando a poeira baixou, os "brigões" entreolharam-se brevemente antes que Senna virasse as costas para Prost. Imaginando que cancelariam a largada, ambos correram para os boxes a fim de prosseguirem em sua contenda, mas como a direção de prova não tomou qualquer atitude quanto ao acidente ou às atitudes que o motivaram, terminava ali o campeonato de 1990 e nele Ayrton Senna conquistou o bicampeonato mundial com 78 pontos.

### Dois campeões, um acidente
Alain Prost não hesitou em classificar Senna como "fanático" responsabilizando-o pelo acidente que decidiu o título. "Fazer isso hoje era muito perigoso, sobretudo nessa curva. E ele fez isso deliberadamente". Perguntado quanto as semelhanças deste acidente com o de 1989, quando Prost foi tricampeão numa batida, o francês afirmou que "no ano passado foi totalmente diferente", citando a desvantagem de Senna na pontuação àquela altura, mas a rigor a distinção residia num ponto: Alain Prost provocou o acidente que lhe deu o título em 1989 numa chicane, enquanto Senna deu o troco em alta velocidade numa situação perigosa e de consequências imprevisíveis. Duas atitudes que não mereceram qualquer reprimenda por parte da FISA.
Num ciclo infinito de falas e contra-argumentos, Prost sustentava que tinha um carro de vantagem e como líder poderia escolher a trajetória da curva, mas para Senna este direito deve estar atrelado às condições momentâneas da prova às quais Prost deveria manter-se atento e nisso o brasileiro fez a tomada da curva por dentro e executou uma tentativa de ultrapassagem, em tese uma atitude correta inerente ao calor da competição, mas convertida em acidente quando Alain Prost corrigiu a trajetória e aproximou seu carro da McLaren de Ayrton Senna para forçá-lo a recuar, mas este não acionou os freios e os dois bateram.
"Não esperava que Senna fosse capaz de uma manobra dessas. Não sei como ele pode guiar assim. Ele viu que tinha perdido a corrida na largada e aí forçou passagem numa hora impossível", declarou Prost a respeito do ocorrido na etapa japonesa. Tomado pela fúria, o piloto da Ferrari subiu o tom em outra declaração: "Senna mostou, enfim, a sua verdadeira face. Não estou disposto a brigar com irresponsáveis que não têm medo de morrer. Para pessoas assim, a morte é um jogo".
Em sentido inverso, Ayrton Senna admitiu que a posição de largada influiu no resultado da prova. Conforme seu raciocínio, o ideal seria o primeiro colocado no grid largar no lado externo da pista, mas na impossibilidade de fazê-lo, relatou assim o ocorrido: "Eu perdi no pulo, no farol verde. Aí depois comecei a ganhar terreno na aceleração, até a primeira curva. Quando chegou a primeira curva, tinha um espaço e eu entrei. Ele (Prost) fechou a porta e bateu. Não consegui evitar. Se fosse ao contrário, com certeza, a corrida não teria terminado ali". Afirmando estar em paz consigo mesmo, o bicampeão fez desta conquista um revide em relação a 1989: "Este título eu dedico a todos aqueles que lutaram contra mim no ano passado e me machucaram muito. Este ano, está aí a demonstração para eles de quem é o campeão".
Inconformado, Alain Prost sustentava que a atitude de Ayrton Senna no Japão foi proposital, opinião recorrente nas críticas feitas por parte da imprensa especializada, mas somente quando o tricampeão Jackie Stewart, paladino da segurança nas pistas durante os anos sessenta e setenta, afirmou que o piloto brasileiro era alguém sem "ética nem humanidade", veio uma resposta mais incisiva segundo a qual "piloto gente não ganha campeonatos ou títulos. Você tem de ser agressivo". Em 2020 o brasileiro Roberto Moreno opinou a respeito da atitude de Senna. "Acho que ele foi sujo", disse ele para em seguida completar: "Não acho que ele precisava ter feito aquilo para ter ganhado o campeonato. Poderia ganhar sem a batida".
Ayrton Senna aguardou um ano para falar a respeito do acidente controverso e o fez num momento onde Jean-Marie Balestre não comandava mais a FISA e Alain Prost estava em crise com a Ferrari. Em 24 de outubro de 1991 a McLaren divulgou um comunicado onde o piloto falou sobre 1990. "O que eu disse é que havia decidido que não seria eu a abrir passagem no caso de os dois pilotos irem para o mesmo lado da pista. Qualquer piloto faz isso, ocasionalmente. Em momento algum afirmei que bati deliberadamente em Prost". O teor do comunicado, porém, contrasta com as palavras do brasileiro durante entrevista coletiva dias antes no Circuito de Suzuka por ocasião do seu tricampeonato naquele ano. Nela, Ayrton Senna afirmou que fizera a coisa certa ao bater em Prost quando Jean-Marie Balestre vetou a mudança na posição de largada do pole position: "A partir daquela decisão arbitrária, resolvi que, se Prost tomasse a minha frente na primeira curva, não o deixaria passar. Larguei com esse pensamento". Para o brasileiro ficou evidente então, seu direito a uma revanche.

### Dobradinha brasileira
Enquanto os maiorais da temporada brigavam fora da pista com a ferocidade retórica habitual, a corrida prosseguiu normalmente, mas ao final da primeira volta a McLaren o líder Gerhard Berger passou por cima do óleo e dos detritos legados pela batida entre Prost e Senna, abandonando a prova quando seu carro ficou preso na área de escape. Tal descuido deixou a equipe de Ron Dennis à mercê da Ferrari quanto ao mundial de construtores, pois Nigel Mansell assumiu a liderança, seguido por Nelson Piquet e Roberto Moreno, pilotos da Benetton, e pelos carros da Williams, defendida por Thierry Boutsen e Riccardo Patrese, mas logo o piloto italiano abandonou o pelotão de elite quando seus compostos dianteiros desgastaram-se além do previsto e ele teve que ir aos boxes.
A ordem dos ponteiros manteve-se inalterada até a vigésima sexta volta quando Nigel Mansell foi aos boxes e trocou os pneus em menos de seis segundos, todavia sua Ferrari parou por falha na transmissão num infortúnio que garantiu o mundial de construtores para a McLaren. Deste momento em diante a Benetton assumiu o protagonismo da prova com Piquet e Moreno ocupando os primeiros lugares. Quanto maior era o percurso da corrida, mais claro parecia o objetivo da equipe multicor: desgastar minimamente os pneus a fim de evitar um pit stop, motivo pelo qual os carros tinham pouca asa. Na disputa pelo terceiro lugar, Riccardo Patrese manteve Aguri Suzuki atrás de si por dez voltas, mas o japonês o ultrapassou na trigésima sétima passagem e não foi ameaçado até o fim da porfia e desse modo os três cruzaram a linha de chegada à frente de Riccardo Patrese e Thierry Boutsen cujas Williams não rendiam tão bem na prova enquanto Satoru Nakajima levou sua Tyrrell ao sexto lugar.
Quando os pilotos da Benetton cruzaram a linha de chegada a equipe explodiu de alegria, extravasando-a com muitos gritos, sorrisos e abraços. Para Nelson Piquet a satisfação de vencer pela primeira vez desde o Grande Prêmio da Itália de 1987 sob o comando de Frank Williams, mas não foi apenas isso: ao subir ao pódio o tricampeão brasileiro estava ao lado de Roberto Moreno, um amigo leal que conhecera em Brasília em 1971. Lágrimas festivas e sorrisos de alegria contagiavam aquela cerimônia de premiação encerrando de forma digna uma corrida iniciada sob circunstâncias tão pesarosas. Foi, aliás, o primeiro pódio tanto de Roberto Moreno quanto de Aguri Suzuki, este saudado por seus compatriotas por seu excelente resultado com a Larrousse chassis Lola LC90.
Satisfeito, Nelson Piquet levou seu bom humor à coletiva de imprensa onde, em tom de piada, fez questão de reapresentar-se aos repórteres ali presentes e durante todo o tempo interagia com um emocionado Roberto Moreno e Aguri Suzuki, este às voltas com o seu inglês ruim, mas nada que um pouco de esforço e alegria não resolvessem e não havia melhor momento para isso. Por fim registre-se também a primeira dobradinha na história da equipe Benetton e a última dobradinha entre pilotos brasileiros na Fórmula 1.

## Classificação

### Treinos oficiais
| Pos.    | Nº | Piloto             | Construtor        | Q1        | Q2        | Dif.    |
| ------- | -- | ------------------ | ----------------- | --------- | --------- | ------- |
| 1       | 27 | Ayrton Senna       | McLaren-Honda     | 1:38.828  | 1:36.996  | —       |
| 2       | 1  | Alain Prost        | Ferrari           | 1:38.684  | 1:37.228  | + 0.232 |
| 3       | 2  | Nigel Mansell      | Ferrari           | 1:38.969  | 1:37.719  | + 0.723 |
| 4       | 28 | Gerhard Berger     | McLaren-Honda     | 1:38.374  | 1:38.118  | + 1.122 |
| 5       | 5  | Thierry Boutsen    | Williams-Renault  | 1:39.577  | 1:39.324  | + 2.328 |
| 6       | 20 | Nelson Piquet      | Benetton-Ford     | 1:41.041  | 1:40.049  | + 3.053 |
| 7       | 4  | Jean Alesi         | Tyrrell-Ford      | 1:40.052  | —         | + 3.056 |
| 8       | 6  | Riccardo Patrese   | Williams-Renault  | 1:40.355  | 1:40.664  | + 3.359 |
| 9       | 19 | Roberto Moreno     | Benetton-Ford     | 1:41.719  | 1:40.579  | + 3.583 |
| 10      | 30 | Aguri Suzuki       | Lola-Lamborghini  | 1:41.442  | 1:40.888  | + 3.892 |
| 11      | 23 | Pierluigi Martini  | Minardi-Ford      | 1:40.899  | 1:41.964  | + 3.903 |
| 12      | 11 | Derek Warwick      | Lotus-Lamborghini | 1:41.482  | 1:41.024  | + 4.028 |
| 13      | 16 | Ivan Capelli       | Leyton House-Judd | 1:41.657  | 1:41.033  | + 4.037 |
| 14      | 3  | Satoru Nakajima    | Tyrrell-Ford      | 1:41.208  | 1:41.078  | + 4.082 |
| 15      | 12 | Johnny Herbert     | Lotus-Lamborghini | 1:43.111  | 1:41.558  | + 4.562 |
| 16      | 15 | Maurício Gugelmin  | Leyton House-Judd | 1:42.049  | 1:41.698  | + 4.702 |
| 17      | 29 | Éric Bernard       | Lola-Lamborghini  | 1:42.141  | 1:41.709  | + 4.713 |
| 18      | 25 | Nicola Larini      | Ligier-Ford       | 1:43.396  | 1:42.339  | + 5.343 |
| 19      | 21 | Emanuele Pirro     | Dallara-Ford      | 1:40.230  | 1:42.361  | + 5.365 |
| 20      | 24 | Gianni Morbidelli  | Minardi-Ford      | 1:42.858  | 1:42.364  | + 5.368 |
| 21      | 26 | Philippe Alliot    | Ligier-Ford       | 1:44.106  | 1:42.593  | + 5.597 |
| 22      | 8  | Stefano Modena     | Brabham-Judd      | 1:42.617  | —         | + 5.621 |
| 23      | 7  | David Brabham      | Brabham-Judd      | 1:43.156  | —         | + 6.160 |
| 24      | 10 | Alex Caffi         | Arrows-Ford       | 1:43.270  | 1:43.887  | + 6.274 |
| 25      | 9  | Michele Alboreto   | Arrows-Ford       | 1:43.304  | 1:43.610  | + 6.308 |
| 26      | 22 | Andrea de Cesaris  | Dallara-Ford      | 1:43.601  | 1:43.647  | + 6.605 |
| 27      | 14 | Olivier Grouillard | Osella-Ford       | 1:43.993  | 1:43.782  | + 6.786 |
| 28      | 17 | Gabriele Tarquini  | AGS-Ford          | 1:44.281  | 29:56.038 | + 7.285 |
| 29      | 18 | Yannick Dalmas     | AGS-Ford          | 1:44.410  | 1:46.326  | + 7.414 |
| 30      | 31 | Bertrand Gachot    | Coloni-Ford       | 20:22.535 | 1:45.393  | + 8.397 |
| Fontes: |    |                    |                   |           |           |         |

### Corrida
| Pos.   | Nº | Piloto             | Construtor        | Voltas          | Tempo/Diferença | Grid            | Pontos            |
| ------ | -- | ------------------ | ----------------- | --------------- | --------------- | --------------- | ----------------- |
| 1      | 20 | Nelson Piquet      | Benetton-Ford     | 53              | 1:34:36.824     | 6               | 9                 |
| 2      | 19 | Roberto Moreno     | Benetton-Ford     | 53              | + 7.223         | 8               | 6                 |
| 3      | 30 | Aguri Suzuki       | Lola-Lamborghini  | 53              | + 22.469        | 9               | 4                 |
| 4      | 6  | Riccardo Patrese   | Williams-Renault  | 53              | + 36.258        | 7               | 3                 |
| 5      | 5  | Thierry Boutsen    | Williams-Renault  | 53              | + 46.884        | 5               | 2                 |
| 6      | 3  | Satoru Nakajima    | Tyrrell-Ford      | 53              | + 1:12.350      | 13              | 1                 |
| 7      | 25 | Nicola Larini      | Ligier-Ford       | 52              | + 1 volta       | 17              |                   |
| 8      | 23 | Pierluigi Martini  | Minardi-Ford      | 52              | + 1 volta       | 10              |                   |
| 9      | 10 | Alex Caffi         | Arrows-Ford       | 52              | + 1 volta       | 23              |                   |
| 10     | 26 | Philippe Alliot    | Ligier-Ford       | 52              | + 1 volta       | 20              |                   |
| Ret    | 11 | Derek Warwick      | Lotus-Lamborghini | 38              | Câmbio          | 11              |                   |
| Ret    | 12 | Johnny Herbert     | Lotus-Lamborghini | 31              | Motor           | 14              |                   |
| Ret    | 9  | Michele Alboreto   | Arrows-Ford       | 28              | Motor           | 24              |                   |
| Ret    | 2  | Nigel Mansell      | Ferrari           | 26              | Transmissão     | 3               |                   |
| Ret    | 21 | Emanuele Pirro     | Dallara-Ford      | 24              | Alterador       | 18              |                   |
| Ret    | 29 | Eric Bernard       | Lola-Lamborghini  | 24              | Motor           | 16              |                   |
| Ret    | 24 | Gianni Morbidelli  | Minardi-Ford      | 18              | Rodada          | 19              |                   |
| Ret    | 16 | Ivan Capelli       | Leyton House-Judd | 16              | Ignição         | 12              |                   |
| Ret    | 22 | Andrea de Cesaris  | Dallara-Ford      | 13              | Rodada          | 25              |                   |
| Ret    | 15 | Mauricio Gugelmin  | Leyton House-Judd | 5               | Motor           | 15              |                   |
| Ret    | 7  | David Brabham      | Brabham-Judd      | 5               | Embreagem       | 22              |                   |
| Ret    | 28 | Gerhard Berger     | McLaren-Honda     | 1               | Rodada          | 4               |                   |
| Ret    | 27 | Ayrton Senna       | McLaren-Honda     | 0               | Colisão         | 1               |                   |
| Ret    | 1  | Alain Prost        | Ferrari           | 0               | Colisão         | 2               |                   |
| Ret    | 8  | Stefano Modena     | Brabham-Judd      | 0               | Colisão         | 21              |                   |
| DNS    | 4  | Jean Alesi         | Tyrrell-Ford      | -               | Acidente        | -               | [ 12 ] [ nota 1 ] |
| DNQ    | 14 | Olivier Grouillard | Osella-Ford       | Não qualificado | Não qualificado | Não qualificado | Não qualificado   |
| DNQ    | 17 | Gabriele Tarquini  | AGS-Ford          | Não qualificado | Não qualificado | Não qualificado | Não qualificado   |
| DNQ    | 18 | Yannick Dalmas     | AGS-Ford          | Não qualificado | Não qualificado | Não qualificado | Não qualificado   |
| DNQ    | 31 | Bertrand Gachot    | Coloni-Ford       | Não qualificado | Não qualificado | Não qualificado | Não qualificado   |
| Fonte: |    |                    |                   |                 |                 |                 |                   |

## Tabela do campeonato após a corrida
| Pos.    | Piloto          | Pontos |
| ------- | --------------- | ------ |
| 1       | Ayrton Senna    | 78     |
| 2       | Alain Prost     | 69     |
| 3       | Gerhard Berger  | 40     |
| 4       | Nelson Piquet   | 35     |
| 5       | Thierry Boutsen | 32     |
| Fontes: |                 |        |

| Pos.    | Equipe           | Pontos |
| ------- | ---------------- | ------ |
| 1       | McLaren-Honda    | 118    |
| 2       | Ferrari          | 100    |
| 3       | Benetton-Ford    | 62     |
| 4       | Williams-Renault | 54     |
| 5       | Tyrrell-Honda    | 16     |
| Fontes: |                  |        |

- Nota: Somente as primeiras cinco posições estão listadas e os campeões da temporada surgem grafados em negrito. Entre 1981 e 1990 cada piloto podia computar onze resultados válidos por ano não havendo descartes no mundial de construtores.